# 月球探险
月球探险（法語： On a marché sur la Lune ）是丁丁歷險記的第17部作品。作者是比利時漫畫家埃爾熱。本作是奔向月球的續集。在本作中，搭乘火箭前往月球的有丁丁及其的寵物白雪、阿道克船長、卡爾庫魯斯教授、助手弗蘭克和因為記錯時間陰差陽錯登上火箭的湯姆森湯普森。

## 故事簡介
在圖納思教授的計劃下，人類歷史上第一艘載人火箭載著丁丁、米路、哈達克船長飛向了太空，正式開始了危險重重、充滿未知之數的登月旅程。隨後的考察中，危險和意外事故總與他們為伍，這是偶然？還是人為的蓄意破壞？他們當中誰是奸細？究竟丁丁能否粉碎這次陰謀，安全返回地球？還有最致命的問題：火箭上的氧氣儲備是否足夠？